# Ozyptila caenosa
Ozyptila caenosa är en spindelart som beskrevs av Jean-François Jézéquel 1966. Ozyptila caenosa ingår i släktet Ozyptila och familjen krabbspindlar.
Artens utbredningsområde är Elfenbenskusten. Inga underarter finns listade i Catalogue of Life.